# 増田雅之
増田 雅之（ますだ まさゆき、1976年3月 - ）は、日本の政治学者。防衛省防衛研究所政治・法制研究室長。専門は現代中国論、東アジア外交。

## 来歴・人物
広島県出身。広島県立安古市高等学校、広島修道大学法学部国際政治学科卒業。慶應義塾大学大学院政策・メディア研究科修士課程修了、修士（政策・メディア）。同博士課程単位取得退学。上海大学客員研究員、東京女子大学非常勤講師など経て、2010年から現職。東西センター客員研究員、アジア太平洋安全保障研究センター客員教授（2015-2016年）。

## 著書

### 共著
- 『中国のすべてが分かる本』（PHP研究所、2002年）
- 『政策学入門』（東洋経済新報社、2003年）
- 『21世紀の中国と東亜』（一藝社、2003年）
- 『21世紀中日経済合作与展望』（北京：社会科学文献出版社、2004年）
- 『5分野から読み解く現代中国』（晃洋書房、2005年）
- 『岐路に立つ日中関係』（晃洋書房、2007年）
- 『東アジア国際政治史』（名古屋大学出版会、2007年）
- 『中国 調和社会への模索』（アジア経済研究所、2008年）
- 『改訂版 5分野から読み解く現代中国』（晃洋書房、2009年）
- 『構建和諧東亜』（北京：社会科学文献出版社、2010年）
- 『アジア太平洋の地域安全保障アーキテクチャ』（日本評論社、2011年）
- 『日中安全保障・防衛交流の歴史・現状・展望』（亜紀書房、2011年）
- 『中国 改革開放への転換』（慶應義塾大学出版会、2011年）
- 『日中関係史1972-2012 I政治』（東京大学出版会、2012年）
- 『現代の国際政治（第3版）』（ミネルヴァ書房、2014年）